# Eselsweg

Verlauf des Eselsweges

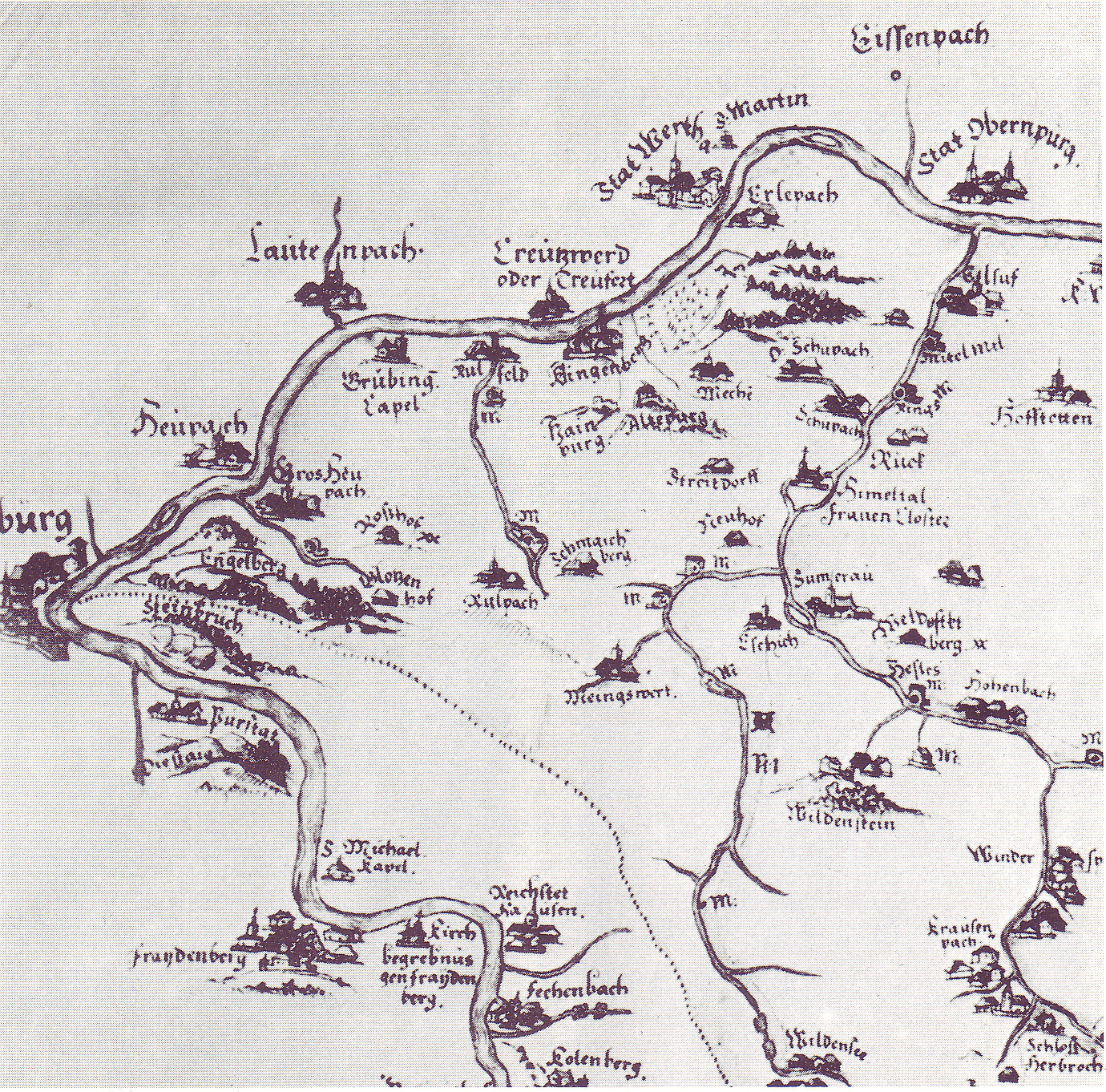
Ausschnitt des südlichen Spessart mit dem Mainviereck in der Pfinzing-Karte von 1594. Norden ist unten. Der Eselsweg ist vom südlichsten Spessartpunkt ab als gestrichelte Linie dargestellt.

Der Eselsweg war eine historische Handelsstraße und ist heute ein moderner Fernwanderweg durch den Spessart in Hessen und Bayern. Er ist 111 Kilometer lang und führt von Schlüchtern nach Großheubach in der Nähe von Miltenberg.

## Beschreibung
Der Weg ist eine der sogenannten Altstraßen und wurde wahrscheinlich schon seit der Kelten- und Römerzeit, also seit mehr als 2.000 Jahren, benutzt. Seinen Namen hat er allerdings erst im späten Mittelalter von den Eselskarawanen erhalten, die Salz von Bad Orb nach Miltenberg zur Einschiffung brachten. Auf dem Rückweg ist dann wohl Wein aus dem Frankenland nach dem Norden transportiert worden. Auch die Produkte der Glasmacher des Hochspessarts wurden auf diesem Weg transportiert.
Da in der Antike und bis in die Neuzeit hinein die Täler und Niederungen des Spessarts zumindest saisonal feucht oder sumpfig waren, verlief der Weg fast in seiner ganzen Länge in einer Höhe von 400 bis 500 Metern auf der Wasserscheide und war dadurch ganzjährig benutzbar. Täler und Ortschaften wurden kaum berührt; eine Ausnahme ist die Wegekreuzung in Villbach. Erst am nördlichen Ende ging er von der Höhentrasse ab und führte hinab ins Kinzigtal nach Gelnhausen. 
Auffällig am Eselsweg ist die Nord-Süd-Ausrichtung, denn die meisten anderen Fernstraßen im Spessart wie etwa die Birkenhainer Straße sind ost-westlich orientiert.

## Geschichte
In der Kurmainzer Forstordnung aus dem 14. Jahrhundert findet sich erstmals der Name der Straße in der Form Eselspfadt. Auf der Spessartkarte des Frankfurter Kartenmalers Elias Hoffmann von 1584 wird sie Hohe Straße oder Weinstraße genannt. Die Pfinzing-Karte von 1594 ist schließlich der älteste schriftliche Nachweis des Namens Eselsweg. Auch in der vom Geometer Ignaz Keller gefertigten, sogenannten Kellerschen Forstkarte von 1769 wird ein Esels Höhe Weeg bei Weibersbrunn ausgewiesen.
Mit der Chaussierung der wirtschaftlich und strategisch bedeutsamen Straßen am Ende des 18. und im 19. Jahrhundert sowie mit dem Niedergang des Salzsiedens in Orb schwand auch die wirtschaftliche Bedeutung des Eselsweges; so ist er auf einer Wanderkarte des Spessart von 1906 nicht mehr zu finden.
Zwischen 1930 und 1934 wurde der Eselsweg vom Spessartbund in einer nach Schlüchtern führenden Variante als Wanderweg neu ausgewiesen. Dieser Wanderverein hält heute den mit einem schwarzen „E“ auf weißem Grund markierten Wanderweg auch instand.

## Wegpunkte
Markante Punkte am Eselsweg sind:
- die Bellinger Warte, ein im Mittelalter errichteter Wachtturm. Sie war eine von vier Warten um Steinau, die zusammen mit Wällen, Gräben und Hecken der Landwehr dienten;
- der Erlebnispark Steinau, ein Freizeitpark bei Steinau an der Straße im Naturpark Spessart;
- der Wiesbüttsee oberhalb von Wiesen, ein 1765 nach Plänen des Bergmeisters Johann Heinrich Cancrinus für Zwecke des Bieberer Bergbaus angelegter See, heute für Freizeitzwecke genutzt;
- der Dr.-Karl-Kihn-Platz, ein bedeutender Wegepunkt an der Kreuzung Eselsweg mit der Birkenhainer Straße, mit einem Denkmal für Karl Kihn, einem ehemaligen Ehrenvorsitzenden des Spessartbundes. Dort endet seit 2011 auch der Degen-Weg.
- die Kreuzkapelle, ein historischer Wegepunkt bei Wiesen;
- der Engländer, eine Gaststätte oberhalb von Jakobsthal in einem im Auftrag von König Ludwig I. erbauten Waldhaus;
- das Pollaschdenkmal, ein Aussichtspunkt mit Ehrenmal für 140 im Ersten Weltkrieg gefallene Spessartfreunde und eine an Oberförster Christian Wodianka erinnernde Schutzhütte von 1934 oberhalb von Heigenbrücken;
- der Echterspfahl, ein oberhalb von Mespelbrunn gelegener markanter Wegepunkt mit Wappen der Familie Echter und Gaststätte;
- das Schloss Luitpoldshöhe, ein 1889 von Prinzregent Luitpold von Bayern errichtetes Jagdschloss bei Rohrbrunn;
- die Reste des vorgeschichtlichen Ringwalles Langer Berg östlich von Röllbach oberhalb der Quelle des Röllbachs
- der Hunnenstein, eine Felsformation und prähistorische Opferstätte mit Aussichtsplattform oberhalb von Großheubach;
- das Kloster Engelberg über dem Main bei Großheubach, eine bekannte Wallfahrtsstätte und die offizielle Grablege des Fürstenhauses Löwenstein-Wertheim-Rosenberg.

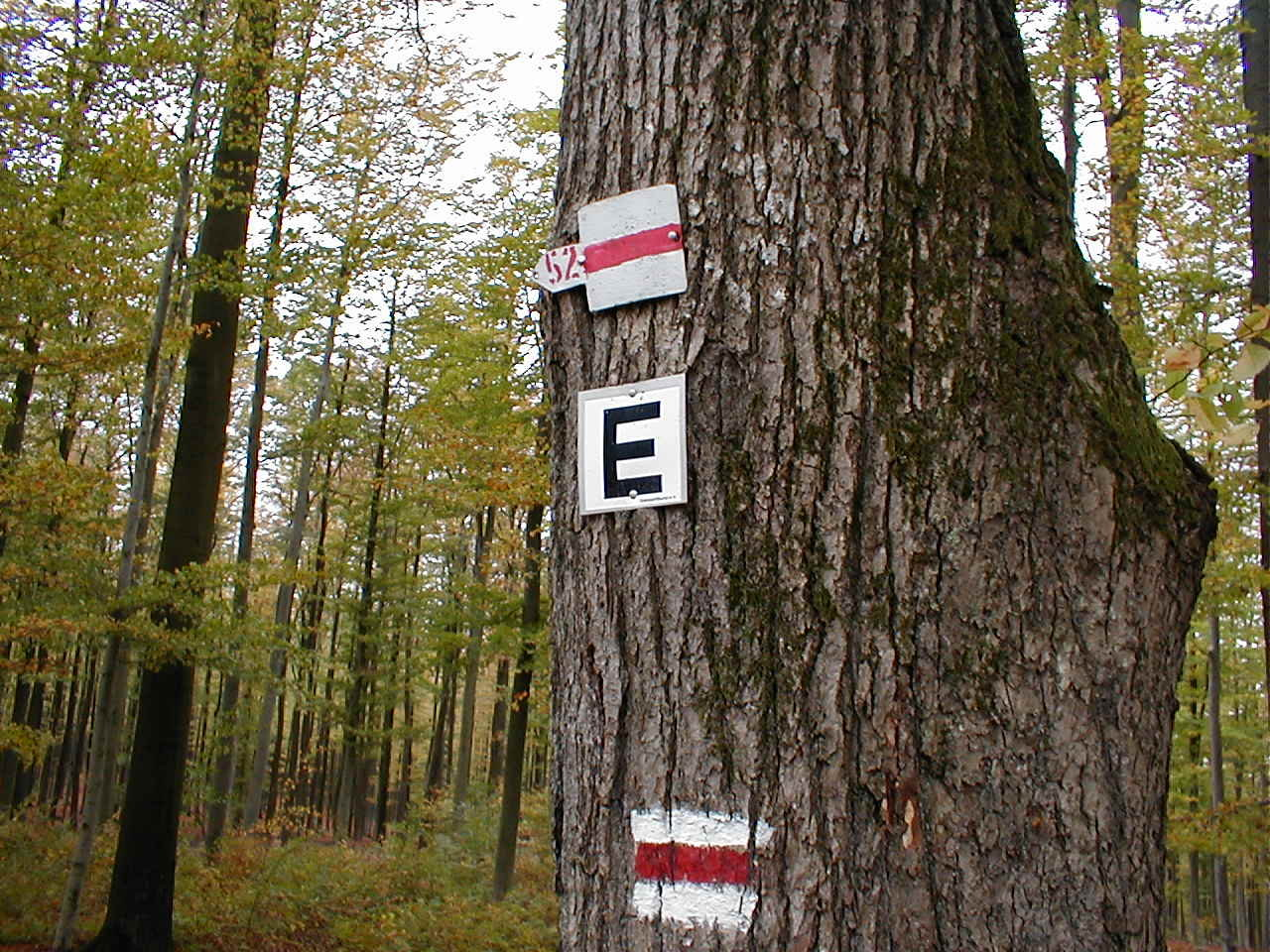
Wanderzeichen des Eselswegs
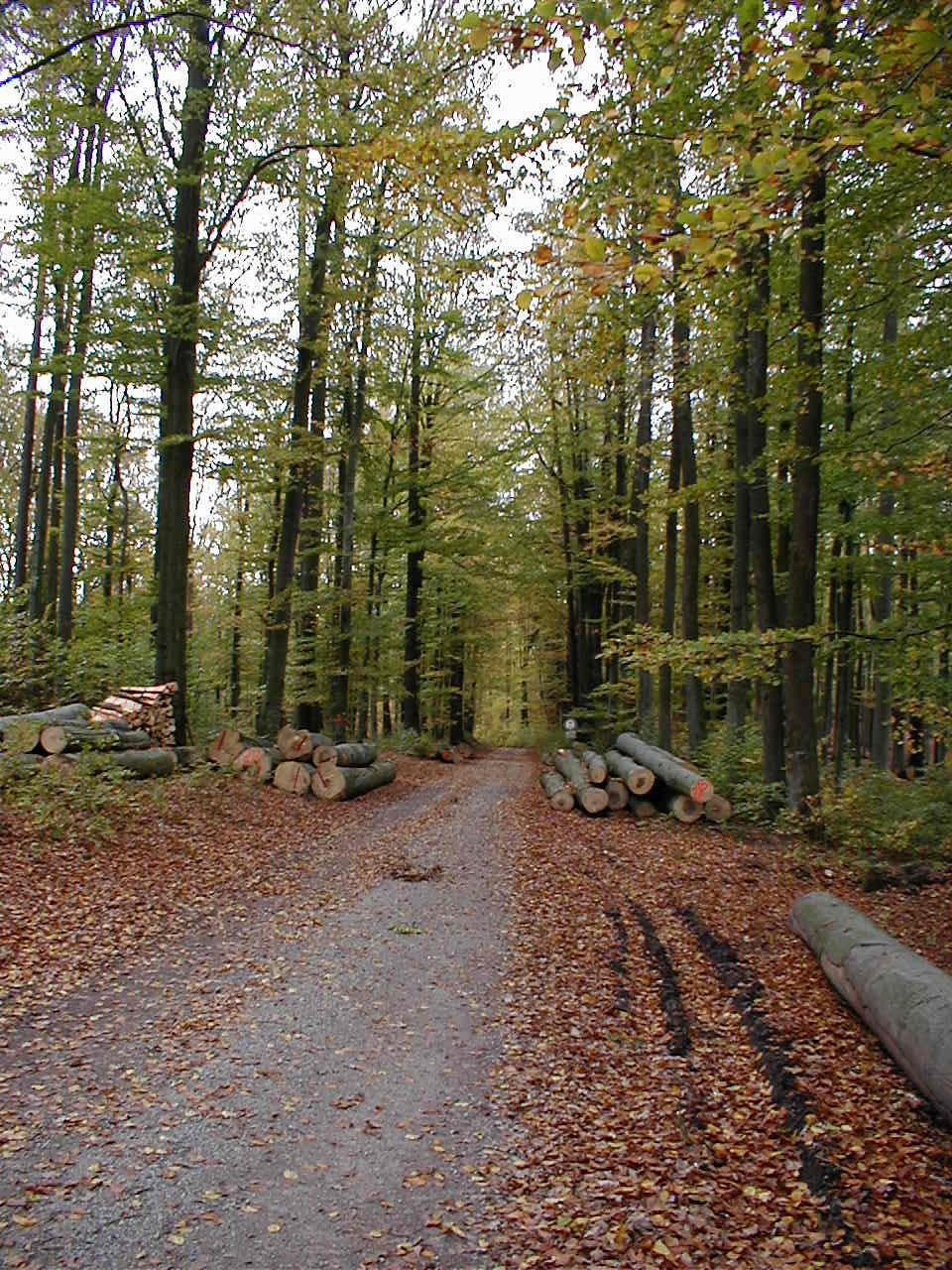
Blick auf den Eselsweg in der Nähe des Echterspfahls
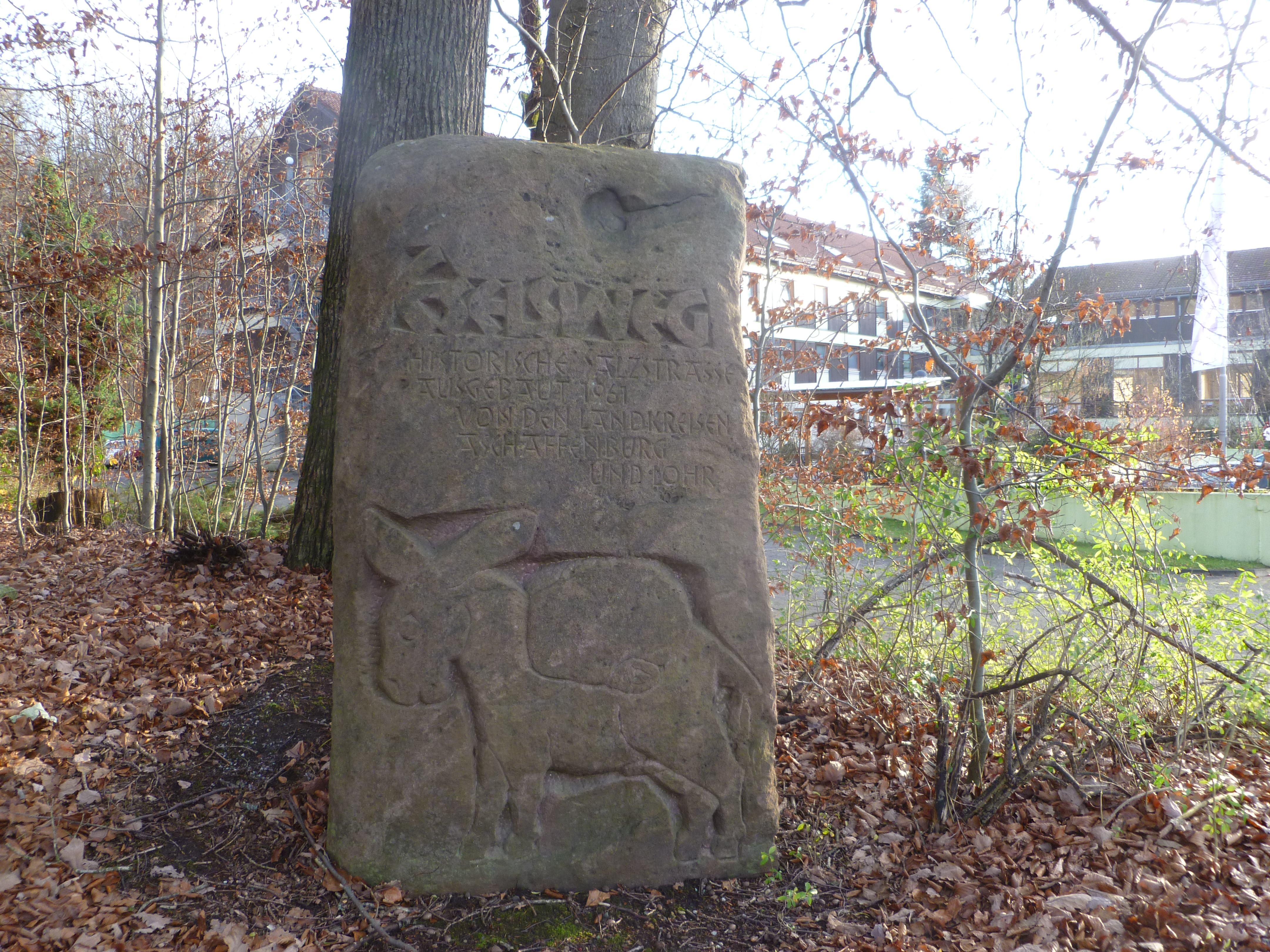
Gedenkstein zum Eselsweg bei Weibersbrunn
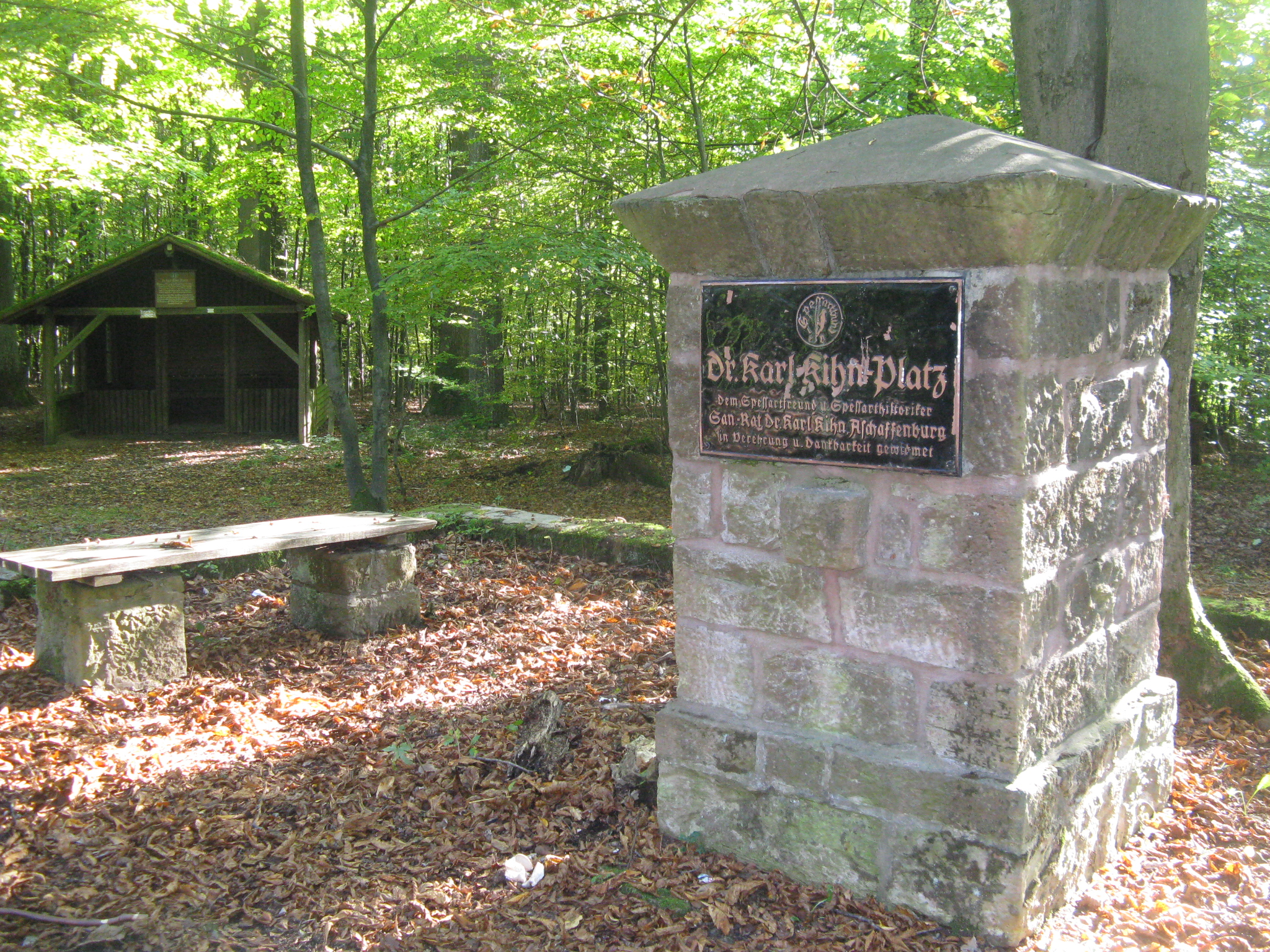
Dr.-Karl-Kihn-Platz
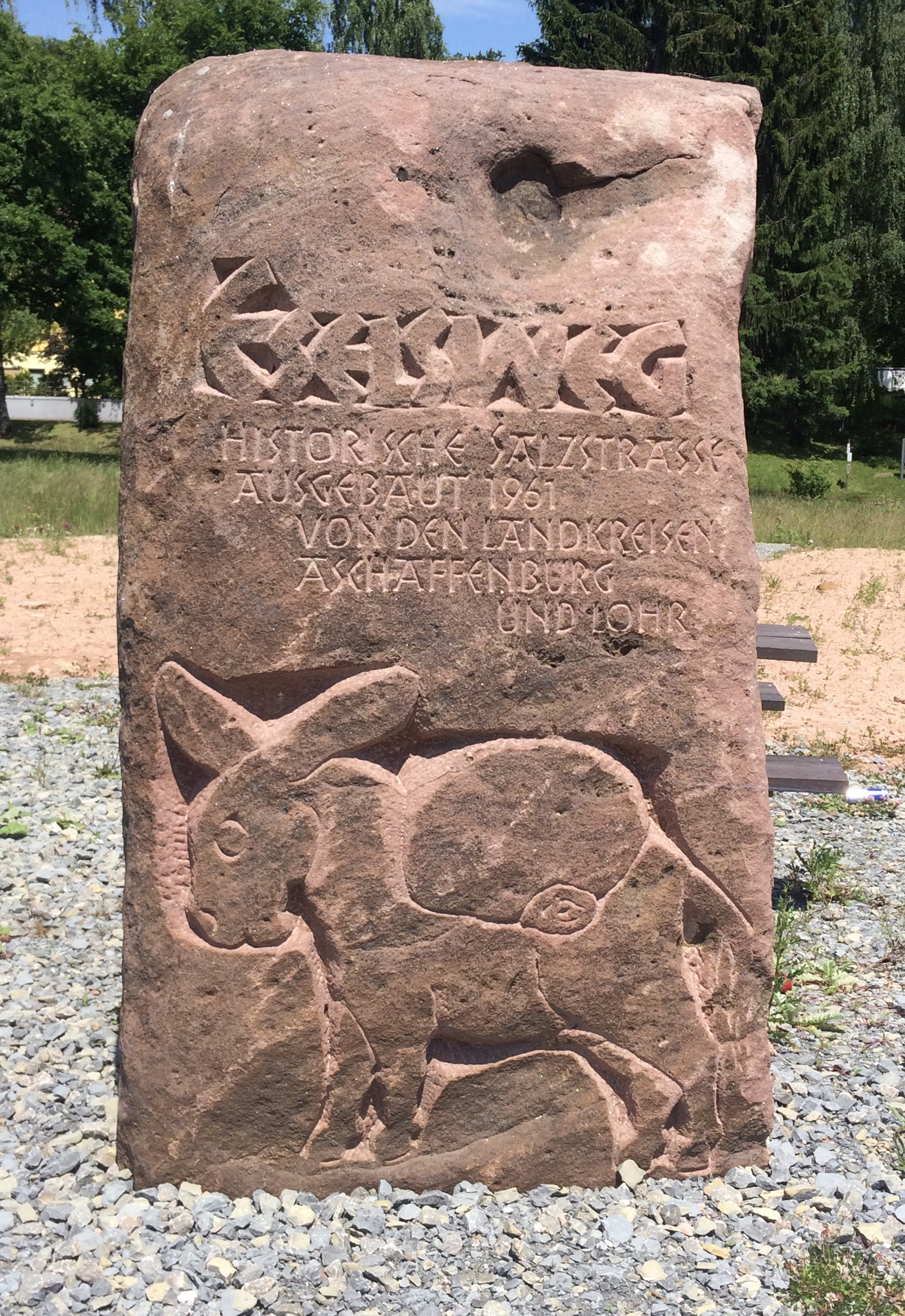
Gedenkstein zum Eselsweg oberhalb von Weibersbrunn